# AMD K9
K9 마이크로아키텍처(K9 Microarchitecture)는 AMD가 애슬론 64의 K8 마이크로아키텍처를 듀얼코어 프로세싱을 특징으로 하여 재설계한 마이크로아키텍처로 애슬론 64 X2의 제작에 기본이 된 아키텍처를 가리킨다. K8 마이크로아키텍처의 프로세서와 동일한 클럭당 명령 실행 수(Instructions Per Clock, IPC)를 가진다.

## 비공식 명칭
K9 마이크로아키텍처는 AMD가 아키텍처명으로 사용하지 않았다. 애슬론 64 X2 계열의 마이크로아키텍처는 K8 마이크로아키텍처였으며, 이들 제품은 K8 Rev.F, K8 Rev.G라는 명칭을 사용하였고, 이후의 아키텍처는 K10 마이크로아키텍처였다. 이 때문에 K9 마이크로아키텍처는 개발이 취소되었다고 알려지기도 하였으나 확인되지는 않았다.